# Loujain al-Hathloul
Loujain al-Hathloul (în arabă لجين الهذلول Lujjayn al-Hadhlūl; n. 31 iulie 1989, Jeddah, Arabia Saudită) este o activistă pentru drepturile femeilor, o personalitate de pe mediile de socializare și un deținut politic saudit. Al-Hathloul este absolventă a Universității British Columbia. Loujain al-Hathloul a fost arestată și eliberată de mai multe ori pentru sfidarea interdicției ca femeile să conducă mașini în Arabia Saudită și a fost apoi arestată în mai 2018, împreună cu alte câteva activiste de marcă pentru drepturile femeilor, fiind acuzată că încearcă să destabilizeze regatul saudit. Ea a fost plasată pe locul al treilea în lista Celor mai influente 100 de femei arabe în 2015. În octombrie 2018, soțul ei, actorul saudit de stand-up comedy Fahad Albutairi, a fost și el arestat.

## Activism pentru drepturile femeilor (2014–2017)
Al-Hathloul este cunoscută pentru rolul său atât în mișcarea pentru dreptul femeilor de a conduce, cât și în campania împotriva sistemului gardienilor masculini din Arabia Saudită. Pe 1 decembrie 2014, ea a fost arestată și deținută timp de 73 de zile după ce a încercat să traverseze granița la volan, venind dinspre Emiratele Arabe Unite către Arabia Saudită, fiind acuzată că sfidează legea din regat care le interzicea femeilor să conducă. Al-Hathloul deținea un permis de conducere obținut legal în Emiratele Arabe Unite, dar poliția saudită nu a ținut cont de acesta și a arestat-o.
În septembrie 2016, împreună cu alte 14.000 de persoane, al-Hathloul a semnat o petiție către Regele Salman, cerând abolirea sistemului gardienilor masculini. Pe 4 iunie 2017, ea a fost arestată pe Aeroportul Internațional Regele Fahd din Dammam. Motivul arestării a fost neclar și lui al-Hathloul nu i s-a permis accesul la un avocat sau să ia contact cu familia. Ea a fost ulterior eliberată.

## 2018–2019, detenție și tortură
Loujain Al-Hathloul a fost răpită din Emiratele Arabe Unite în martie 2018 și deportată în Arabia Saudită, unde a fost arestată câteva zile, apoi i s-a ridicat dreptul de a călători.
Al-Hathloul a fost din nou arestată pe 15 mai 2018, împreună cu activistele Eman al-Nafjan, Aisha al-Mana, Aziza al-Yousef, Madeha al-Ajroush și câțiva activiști bărbați implicați în campania pentru drepturile femeilor în Arabia Saudită. Human Rights Watch a considerat că arestarea are ca scop să semene teama în sânul „oricui își exprimă scepticismul față de agenda prințului privind drepturile omului”.
În iunie 2018, femeile au primit dreptul de a conduce în Arabia Saudită, dar al-Hathloul a rămas sub arest. Conform organizațiilor ALQST și Amnesty International, al-Hathloul și alte câteva activiste pentru drepturile femeilor arestate au fost torturate. Tehnicile de tortură folosite au inclus bătaia la tălpi, șocuri electrice și biciuirea, într-o clădire pentru tortură denumită peiorativ „hotelul” sau „casa de oaspeți a ofițerilor”. Conform Aliei, sora lui Loujain al-Hathloul (care trăiește în Bruxelles, Belgia), metodele de tortură aplicate împotriva lui Loujain au inclus bătaia, șocurile electrice și înecarea simulată, iar tortura a fost exercitată între mai și august 2018. Părinții lui Loujain al-Hathloul au declarat că, atunci când au vizitat-o, „coapsele ei erau pline de vânătăi” și că Loujain „tremura necontrolat, nu putea să-și țină echilibrul, să meargă sau să stea normal”. Conform Aliei al-Hathloul, Saud al-Qahtani a vizitat-o pe al-Hathloul în timp ce era torturată, a râs de ea, a amenințat că o va viola, o va ucide și îi va arunca trupul în sistemul de canalizare, și că a torturat-o „o noapte întreagă în timpul Ramadanului”. Alia al-Hathloul a mai declarat că s-ar fi așteptat ca, în conformitate cu normele saudite în privința femeilor, sora sa să nu fie torturată.
În decembrie 2018, al-Hathloul era întemnițată alături de colegele ei activiste la Penitenciarul Central Dhahban. Conform lui Walid al-Hathloul, fratele ei care trăiește în Ontario, Canada, al-Hathloul era deținută în februarie 2019 în închisoarea al-Ha'ir.
Pe 1 martie 2019, biroul procuraturii Arabiei Saudite a făcut public faptul că a fost terminată ancheta preliminară și că procuratura se pregătește să le trimită în judecată pe al-Hathloul și pe celelalte activiste, pentru subminarea securității statului. Pe 13 martie 2019 a început procesul, deși acuzațiile nu au fost clar specificate, iar reporterilor și diplomaților străini le-a fost interzis accesul la audieri. În aprilie 2019, o înfățișare în cazul ei a fost amânată fără să fie oferit public vreun motiv.